# كريستيان ألبرت
كريستيان ألبرت (بالإنجليزية: Christian Albert)‏ هو عسكري أمريكي، ولد في 13 يونيو 1842 في سينسيناتي في الولايات المتحدة، وتوفي في 16 أبريل 1922.